# ENEOS麻里布製油所

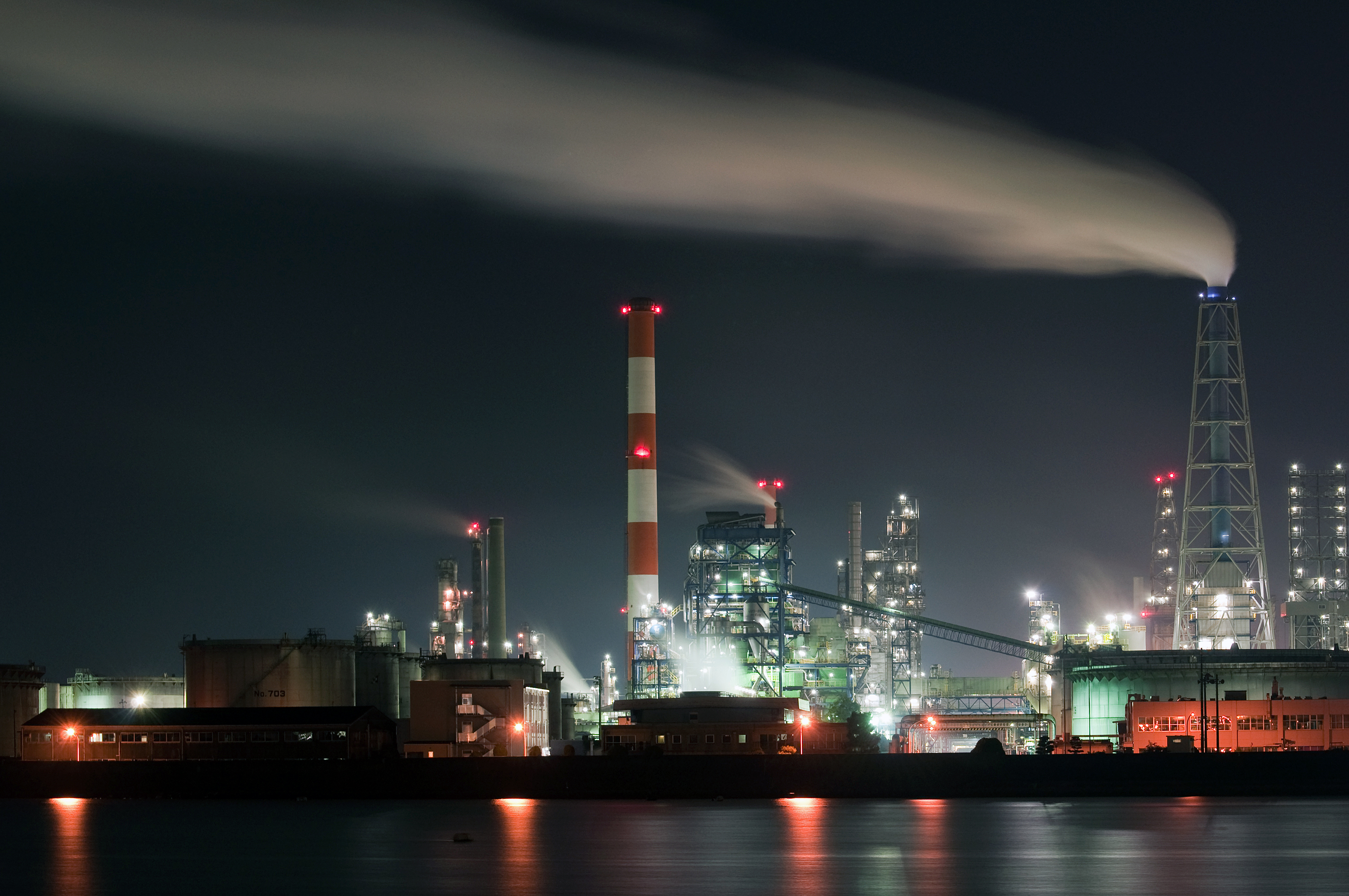
ENEOS麻里布製油所

ENEOS麻里布製油所（エネオスまりふせいゆしょ）は、山口県玖珂郡和木町にあるENEOSの製油所である。

## 解説
中国・四国・九州地方などに製品の燃料油を供給するほか、各種石油化学製品の生産や、一般事業者が電力会社に電力を供給するIPP事業も行っている。また、麻里布製油所で生産される電気炉電極用ニードルコークスの世界シェアは10%を超える。

## 概要

### データ
- 所在地 - 山口県玖珂郡和木町和木6丁目1-1
- 敷地面積 - 66万m2[1]
- 従業員数 - 303人（2015年3月31日現在）[1]
- 原油処理能力 - 127,000バレル/日

### 主な生産品
- LPガス
- ナフサ
- ガソリン
- 灯油
- ジェット燃料
- 軽油
- 重油

- アスファルト
- ニードルコークス
- 硫黄
- ベンゼン
- トルエン
- キシレン
- プロピレン

### 主要設備
括弧内は1日あたりの処理能力（2007年4月1日現在）。
- 常圧蒸留装置 （127,000バレル）
- 減圧蒸留装置 （75,000バレル）
- 接触分解装置 （28,000バレル）
- 接触改質装置 （24,000バレル）
- 水素化脱硫装置
  - ナフサ脱硫装置 （34,000バレル）
  - 灯軽油脱硫装置 （48,500バレル）
  - 間接脱硫装置 （48,000バレル）
- 重質油分解装置 （22,000バレル）
- 発電設備 - 発電能力は14万9000キロワットで、そのうち13万2300キロワットを関西電力に供給。

## 沿革
- 1943年（昭和18年）12月 - 興亜石油の麻里布製油所として操業開始。原油処理能力は6,000バレル/日。
- 1945年（昭和20年）5月10日 - 隣接する岩国陸軍燃料廠とともに空襲により被災。40%ほどが焼失した。
- 1946年（昭和21年）11月30日 - GHQの指令により操業停止。
- 1950年（昭和25年）8月 - 操業再開。原油処理能力は9,000バレル/日。
- 1952年（昭和27年）4月 - 原油処理能力を13,400バレル/日に増強。
- 1955年（昭和30年） - 原油処理能力を35,700バレル/日に増強。
- 1958年（昭和33年）4月 - 三井石油化学岩国工場（現在の三井化学岩国大竹工場）の操業開始に伴い、同工場へ芳香族を供給。日本初の石油化学コンビナートを形成。
- 1959年（昭和34年） - 原油処理能力を33,300バレル/日に削減。
- 1961年（昭和36年）4月 - 原油処理能力を68,300バレル/日に増強。
- 1964年（昭和39年）11月 - 原油処理能力を148,300バレル/日に増強。
- 1969年（昭和44年） - 原油処理能力を149,000バレル/日に増強。
- 1983年（昭和58年）9月 - 原油処理能力を133,000バレル/日に削減。
- 1986年（昭和61年）9月 - 原油処理能力を110,000バレル/日に削減。
- 2002年（平成14年）4月1日 - 興亜石油、新日本石油精製を合併、同社の麻里布製油所となる。
- 2004年（平成16年）4月1日 - IPP事業開始。
- 2010年（平成22年）7月1日 - JX日鉱日石エネルギー株式会社発足に伴い、同社の麻里布製油所となる。
- 2016年（平成28年）1月1日 - JX日鉱日石エネルギーがJXエネルギーに商号変更。
- 2017年（平成29年）4月1日 - JXエネルギーが東燃ゼネラル石油を吸収合併、JXTGエネルギーに商号変更。
- 2020年（令和2年）6月25日 - JXTGエネルギーがENEOSに商号変更。

## その他
- 「麻里布」は現在の岩国市沿岸部の旧町名である（玖珂郡麻里布町。操業開始前の昭和15年（1940年）に周辺の町村と合併し岩国市に移行）。
- かつては、山陽本線大竹駅に繋がる、製品出荷用の鉄道路線（専用側線）を有していた。